# Старобислово
Староби́слово — деревня в Калязинском районе Тверской области. Центр Старобисловского сельского поселения.
Находится в 25 километрах к юго-востоку от города Калязина.

## История
Впервые упоминается в 1628 году в Кашинской писцовой книге.
Л.В. Васильев связывает название с личным именем Буславъ (родств. др.-польск. Busław — из Bud(o)sław), либо с *Быславъ(от глагола *byti) через форму *Старое Быслово.
Во второй половине XIX — начале XX века село Старобислово было центром прихода Расловской волости Калязинского уезда Тверской губернии. В 1888 году — 65 дворов, 241 житель, земская школа. Промыслы жителей: валяльщики, булочники, горшечники.
С 1929 года Старобислово в Нерльском районе Калининской области, с 1956 — в Калязинском.
В 1997 году — 56 хозяйств, 132 жителя. Администрация Старобисловского сельского округа, центральная усадьба СПК «Старобисловский» (бывший колхоз «Коммунар»), ДК, библиотека, неполная средняя школа, медпункт, отделение связи, магазин.

## Население
| 1859 | 1888 | 1997 | 2002 | 2010 |
| ---- | ---- | ---- | ---- | ---- |
| 295  | ↗341 | ↘132 | ↘105 | ↘103 |